# Liste der Kulturdenkmale in Lübeck
In der Liste der Kulturdenkmale in Lübeck sind die Kulturdenkmale der schleswig-holsteinischen Hansestadt Lübeck aufgelistet.
Die Hansestadt Lübeck ist gemäß Denkmalschutzgesetz des Landes Schleswig-Holstein für ihren Bereich zugleich obere Denkmalschutzbehörde und nimmt damit eine Sonderstellung unter den Städten und Gemeinden Schleswig-Holsteins ein. Als obere Denkmalschutzbehörde obliegt ihr die Führung der Denkmalliste. Allerdings wurde die Aufstellung öffentlicher Denkmallisten in Schleswig-Holstein erst durch die Neufassung des Denkmalschutzgesetzes vom 30. Dezember 2014 vorgeschrieben. Öffentliche Denkmallisten lagen zunächst seit 2016 nur für die Baudenkmale der Bezirke Innenstadt und Travemünde sowie für archäologische Kulturdenkmale und Grabungsschutzgebiete vor; erst 2019 wurde eine Denkmalliste der Gesamtstadt nach Adresse veröffentlicht.
Die Listen in Wikipedia wurden daher zuerst anhand seinerzeit öffentlich zugänglicher Schriftquellen erstellt, die unter Beteiligung der Lübecker Denkmalpflege veröffentlicht wurden, und sind nach Stadtteilen gegliedert. Sie werden ab November 2019 nach und nach auf den Stand der Denkmalliste gebracht.

## Schutzzone
| Objekt-ID | Lage                                            | Offizielle Bezeichnung                                        | Beschreibung | Bild            |
| --------- | ----------------------------------------------- | ------------------------------------------------------------- | --- | --------------- |
| 4018      | Aegidienkirchhof (53° 51′ 50″ N, 10° 41′ 23″ O) | Welterbestätte Hansestadt Lübeck (UNESCO-Welterbe der Kultur) | Die Schutzzone umfasst den in drei Zonen untergliederten Geltungsbereich der von der UNESCO 1987 auf die Liste des Welterbes der Kultur aufgenommenen „Hansestadt Lübeck“. Mit der überkommenen Stadtstruktur und ihren herausragenden Beispielen für Gebäudetypen stehen die authentischsten Bereiche der Hansestadt Lübeck für die Macht und die historische Rolle der Hanse. - Begründung: geschichtlich, wissenschaftlich, künstlerisch, technisch, städtebaulich - Schutzumfang: Lübecker Altstadt; Schutzzone untergliedert in die Bereiche 1, 2 und 3 | Fotos hochladen |

## Teillisten
- Liste der Kulturdenkmale der Lübecker Altstadt
  - Liste der Kulturdenkmale der Lübecker Altstadt (A–D)
  - Liste der Kulturdenkmale der Lübecker Altstadt (E–G)
  - Liste der Kulturdenkmale der Lübecker Altstadt (H–L)
  - Liste der Kulturdenkmale der Lübecker Altstadt (M–Z)
- Liste der Kulturdenkmale in Lübeck-St. Jürgen
- Liste der Kulturdenkmale in Lübeck-Moisling
- Liste der Kulturdenkmale in Lübeck-Buntekuh
- Liste der Kulturdenkmale in Lübeck-St. Lorenz
- Liste der Kulturdenkmale in Lübeck-St. Gertrud
- Liste der Kulturdenkmale in Lübeck-Schlutup
- Liste der Kulturdenkmale in Lübeck-Kücknitz
- Liste der Kulturdenkmale in Lübeck-Travemünde